# Jo van Gastel
Jo van Gastel, född 5 januari 1887, död 5 mars 1969, var en holländsk bågskytt. Han deltog vid olympiska sommarspelen 1920.